# Caenohalictus galletue
Caenohalictus galletue là một loài Hymenoptera trong họ Halictidae. Loài này được Rojas & Toro mô tả khoa học năm 2000.